# Comunitat de comunes del País de Dol-de-Bretagne i de la Badia del Mont Saint-Michel
La Comunitat de comunes del País de Dol-de-Bretagne i de la Badia del Mont Saint-Michel (en bretó Kumuniezh kumunioù Dol ha Bae Menez-Mikael) és una estructura intercomunal francesa, situada al departament de l'Ille i Vilaine a la regió Bretanya, al País de Saint-Malo. Té una extensió de 135,51 kilòmetres quadrats i una població de 13.118 habitants (2006).

## Composició
Agrupa 8 comunes :
- Baguer-Morvan
- Baguer-Pican
- Cherrueix
- Dol-de-Bretagne
- Epiniac
- Le Vivier-sur-Mer
- Mont-Dol
- Roz-Landrieux